# Distrito de Plaines Wilhems
Plaines Wilhems es uno de los distritos de Mauricio. Posee las mayores ciudades del país, como Beau-Bassin, Vacoas, Phoenix, Rose-Hill, entre otras. Está dividido en dos: Plaine Wilhems superior, cuya capital es Curepipe y Plaine Wilhems inferior, que tiene como capital a Rose-Hill. Es uno de los dos distritos mauritenses que no poseen salida al mar.
Ciudades de Plaines Wilhems:
- Beau-Bassin
- Rose-Hill
- Quatre-Bornes
- Vacoas
- Phoenix
- Curepipe

- Datos: Q1053595
- Multimedia: Plaines Wilhems District / Q1053595